# Adolf von Drolshagen
Adolf von Drolshagen (* im 13. Jahrhundert; † 1338) war Domherr in Münster.

## Leben
Adolf von Drolshagen entstammte dem westfälischen Ministerialen- und Rittergeschlecht Drolshagen. Seine genaue Herkunft ist nicht überliefert. Mit hoher Wahrscheinlichkeit war er der Sohn des Burgmanns Heinrich von Drolshagen. Er hatte eine Ausbildung zum Magister genossen und stand als Lehrer des Ludwig Landgraf von Hessen in dessen Diensten. Mit dessen Wahl zum Bischof von Münster im Jahre 1310 kamen beide ins Münsterland.
Erste urkundliche Erwähnung als Domherr zu Münster findet Adolf am 18. November 1312. Mit diesem Amt verbunden war das domkapiturlarische Archidiakonat Friesland. 1317 wurde er Propst am Alten Dom in Münster. Adolf blieb bis zu seinem Tode im Besitz der Ämter.